# 阿部由美子
阿部 由美子（あべ ゆみこ、1968年1月11日 - ）は、日本の元女性タレント、実業家。群馬県前橋市生まれ、成蹊大学文学部文化学科卒。
芸能事務所ベリーベリープロダクション 代表取締役社長。

## 経歴
群馬県前橋市出身。群馬大学教育学部附属小学校、群馬大学教育学部附属中学校、群馬県立前橋女子高等学校、成蹊大学文学部文化学科を卒業。
大学に入学するとフジテレビ「オールナイトフジ」のオーディションを受けオールナイターズ（※『オールナイトフジ』にレギュラー出演していた女子大生たちの総称。）に入る。受験動機は大学受験の頃に番組を観て『大学生になったら、こんなバカができるんだ』と思って憧れたのが動機であり、4代目以降のオールナイターズとして成蹊大学2年から3年の途中までの任期だった。
当時はバブル景気絶頂期で、『ディスコは顔パスで当然』と思っていた。番組ロケではよくウォータースライダーをさせられ、ハイレグ水着全盛期でもあった。ハイレグ姿での出演も多かったが、水泳部だったので水着に抵抗がなかった。そのノリの良さが評価され、大学在学中から芸能事務所に所属し、ドラマ、映画に出演。卒業後も活動を続けたが、30歳だった1990年末に事務所を退所して引退した。引退を決意するキッカケは、CMに出ている自分の姿を見て、「もう、若くない。厳しい。芸能界は好きだけど、自分は出役を辞め、裏方に回った方がいい。事務所をやろう」と悟る。
1999年（平成11年）に事務所「ベリーベリープロダクション」を設立。『事業計画書の書き方』の本を買うことから始めた。旧知の事務所社長に相談。出資を受け、1人で事務所を立ち上げた。当初は他の事務所を退所した女性タレントを引き受け、マネジメントする。右も左も分からない状態で、『オールナイトフジ』の関係者、自分がタレント時代にお世話になった関係者に助けてもらいながら事業を軌道に乗せ、女性俳優・モデル・タレント・アイドルを多数抱える。実姉のサポートを受けながら、所属タレントをマネジメントしており、主な所属タレントには来栖あつこ、中島はるみ、山田美紅羽、桜樹なつ、元宝塚歌劇団雪組トップスターえまおゆう、いちごみるく色に染まりたい。などがいる。
2003年（平成15年）12月31日、新宿伊勢丹のカフェで偶然、斜め前に座っていたのが10歳の小池里奈で、阿部自らスカウトした。
2017年（平成29年）、自身の現役当時を懐かしんで『オールナイトフジ』のような番組を作りたく、1980年代の空気感を持つ新番組『アイドルにさせといて！』をネット配信番組で開始、阿部自身で企画・演出・プロデュースを手掛ける。フレッシュな新人アイドルによる情報番組で、スクールガールの放課後の部活や、休み時間のおしゃべり、学校生活で流行っている情報を盛り込み、毎回人気アイドルのゲストも招いた。「観ているだけで青春を取り戻す「あの頃」感満載の『夕やけニャンニャン』を彷彿とさせる番組内容」を目指した。
2023年（令和5年）4月、オールナイトフジの令和版として40年ぶりに復活した『オールナイトフジコ』にゲスト出演。1980年代当時オールナイトフジのディレクターで、現フジテレビ代表取締役社長となっていた港浩一からの紹介だったと番組内で発言。約24年ぶりに出演者としてテレビ出演した。

## 人物
- 趣味はスキー、クラシックバレエ、水泳、モータースポーツ
- 資格は実用英語技能検定準1級、中型二輪免許、自動車B級ライセンス
- 身長161cm、体重43kg、スリーサイズ B82・W57・H80
- 幼少期から成績優秀だった。群馬大教育学部附属小、中を経て、県下屈指の進学校として知られる前橋女子高に入学。だが、全国で中学、高校が荒れていた時代で、前橋女子高では異質のツッパリ生徒として過ごし、スカートの裾も長かった。中学時代から、「勉強ができればいいんでしょ」と強気で反抗的な生徒で、夜遊びも楽しくなり成績が落ちる一方で校内で浮いてしまい、1年を終える前に自主退学した[3]。
- 友人が高3になった時期に、テレビで『オールナイトフジ』を見た。CM前に流れる『♪女子大生に なっておいで～』のフレーズを耳にして、『これは勉強して大学に行かなければ』と直感が働き、大検（大学入学検定試験＝高校卒業程度認定試験）に挑戦。すぐに教材を集め、試験で全13科目を一発でクリアした。のちのちにCMに流れていたフレーズは『♪女子大生に させと～い～て～』で阿部の聴き間違いだったことを知る[3]。
- 大検で日本史を選択したが、『高校生は世界史も勉強しているはず。負けちゃいけない』と思い、夏からは世界史の受験勉強をし始めた。その考えが足枷になり大学受験に失敗。浪人生活を東京で送り、駿台予備校で勉強。上智大学を第1志望にして模試では好成績も取っていたが、本番では届かず、成蹊大学に入学。花の女子大生ライフが始まった。浪人時代はテレビも見ない生活で、『オールナイトフジ』のことをすっかり忘れていた。入学後、久しぶりに番組を見て、『あっ、そうだ』と思い出しオールナイターズのオーディションを受ける書類を送る。同時に流行っていたモデルクラブに所属した[3]。

## 主な出演

### テレビ

#### バラエティ
- 「オールナイトフジ」（フジテレビ）　※ レギュラー
- 「ジャイアンツ・ベスト9」（日本テレビ）
- 「芳村真理のテレビトレンディ 香港編」（テレビ東京）
- 「オールナイトフジコ」（フジテレビ）[5]

#### ドラマ
- 「あの夏に抱かれたい」（日本テレビ）　※ レギュラー
- 「あいつがとまらない」（テレビ東京）　※ レギュラー
- 「さかなでバーのクリスマス」（フジテレビ）
- 「花燃える日日 －野望の国」（日本テレビ） - ウメ役　※ レギュラー
- 「日本一のカッ飛び男」（フジテレビ）　※ レギュラー
- 「自由の丘に私が残った」（テレビ朝日）　※ レギュラー
- 世にも奇妙な物語「天使の甘い囁き」（フジテレビ）
- 土曜ワイド劇場「尼さん探偵名推理」（テレビ朝日）
- 水曜グランドロマン「母、ふたり」（日本テレビ）

### 映画
- 「波の数だけ抱きしめて」（フジテレビ、小学館、東宝）

### 雑誌
- 「RACING NEWS／レーシングニュース」[6]

## ベリーベリープロダクション
阿部が1999年（平成11年）に東京都港区に設立した芸能プロダクション。代表取締役を務める。「とてもよい実がなりますように」との思いが込められて命名。
※ 詳細は「ベリーベリープロダクション」を参照。

## プロデュース

### 番組
- 「アイドルにさせといて！」（FRESH LIVE） - 企画・演出[7]。